# Melanodolius rufipennis
Melanodolius rufipennis är en stekelart som först beskrevs av Brulle 1846.  Melanodolius rufipennis ingår i släktet Melanodolius och familjen brokparasitsteklar. Inga underarter finns listade i Catalogue of Life.